# 城堡公园 (布里斯托)
城堡公园（又称城堡绿地）是英格兰布里斯托的一片公共性质的开放绿地，由布里斯托市议会管理。 该公园南面以浮港和城堡街为界，东面以下城堡街为界，北面以宽堰、新门和葡萄酒街为界。城堡公园的西部界线尚未被明确认定，这也一直是公众争论的话题，讨论的焦点主要在于绿地周围，包括高街和圣玛丽港教堂所在的区域，尽管不属于公园的一部分，但一直以来，政府有意发展这片区域，因此通常被视为公园的一部分。
城堡公园于1978年9月30日于公众开放， 这里曾经是布里斯托的最主要的购物街区。在闪电战期间，这一地区被德国空军大部摧毁，保留下来的部分随后也被拆除。 第二次世界大战结束后的几年里，城堡公园成为了许多反法西斯纪念馆的所在地。 
圣玛丽港教堂残塔矗立在城堡公园的西边，周围是废弃的金融办公大楼。公园中央，毗邻圣彼得教堂遗址的是一座感官香草园，还有五棵白桦树，作为对诺曼底登陆海滩的纪念。公园东边是一片绿草如茵的竞技场，还有布里斯托城堡的部分遗址和一间保存完好的拱形房间。除此之外，公园东边还有一个小型舞台和儿童娱乐区。
圣彼得广场位于圣彼得教堂的北部，该广场绿树成荫，是各种活动的举办场地，德国的圣诞集市也在这里举办。 近几年夏天，舞台附近安装了一个系着绳索的热气球，为游客提供攀登观光的机会。
近期，政府有意开发公园西部边境和高街之间区域，这一举措受到公众争议。布里斯托市议会希望将废弃的建筑改造为多功能开发项目，这种改造不仅能够能重建老城区与布罗德米德之间的联系，还能够筹集资金用于改善公园的环境，而有些人则宁愿看到公园边界扩展到到高街。

## 历史
布里斯托是坐落于雅芳河交叉处北部（麦西亚王国一侧）（现在位于布里斯托大桥附近）的一个小镇，小镇于盎格鲁-撒克逊时期的某个时间建成。该城镇位于雅芳河和弗罗姆河之间，当时这条弗罗姆河就在布里斯托大桥下游汇入雅芳河。
1962年至1963年，有专家对该区域进行考古发掘并表示，布里斯托镇最初定居点位于圣彼得教堂（St Peter's Church）的东部，西部的边境是玛丽港（Mary-le-Port）。十一世纪下半叶，由于布里斯托城堡的建造，城市定居点的重心向西移动，并且发展成一个对称的规划结构，其中心位于高街、葡萄酒街、宽街和阔恩街的交叉路口。 因此，玛丽港街周围的地区是这个中世纪城市中最古老的区域。布里斯托城堡是诺曼驻军的要塞，这座城堡宏伟而壮观，其大小堪比伦敦塔。布里斯托城堡占据了如今城堡公园的东部，从圣彼得教堂东边一直延伸到下城堡街。
1612年，布里斯托市长罗伯特·奥尔德沃斯下令重建圣彼得医院，医院位于圣彼得教堂和浮港之间。而这座“雕刻精美的建筑”于1695年成为布里斯托造币厂，这一用途的转变被认为是布里斯托在第二次世界大战中最大的建筑损失。
到了16世纪，布里斯托城堡已“濒临毁灭”，英国内战胜利后，1655年，奥利弗·克伦威尔下令拆除这座城堡，两周之内，布里斯托城堡就被夷为平地。 当时，该城堡坐落于从布里斯托通往伦敦的主要道路上，在被拆除之后，当地开发了一条商业大道，从中世纪城堡街一直延伸到老市场。随后，由于老市场街东端的劳福德门被拆除，这条商业街向西拓展到了西街。此后，这条道路便可以直接通往布里斯托的繁华中心地区。
葡萄酒街（Wine Street）和城堡街（Castle Street）成为了主要的购物街区，街上有博姿（Boots）、琼斯百货（Jones's）（后被德本汉姆收购）、合作便利（Co-op）和马莎百货（Marks & Spencer）等零售店铺。贝克面包店在桥街、葡萄酒街和玛丽港街都有大型分店，其中两家分店由横跨玛丽港街的高桥连接。 该地区还有一家电影院（新闻剧院），电影院后街虽然狭窄蜿蜒，却有许多独立商店、酒店和酒吧。 在高街和葡萄酒街的拐角处，矗立着荷兰小屋，这里被誉为“老布里斯托中最令人喜爱的一处”。

### 1940年11月24日轰炸
1940年11月24日下午，纳粹德国空军的148架飞机离开法国北部机场飞往布里斯托。他们此次的集中点是城市码头，目标是摧毁布里斯托工业和港口的设施。135架飞机成功抵达目标地区，并投掷了15，625公斤（344，470磅）的烈性炸药、4，750公斤（10，470磅）油弹和12，500颗燃烧弹。这次突袭在250公里（160英里）之外的地方都能看到火势。布里斯托的大部分城区都受到了袭击，但破坏最严重的部分在布罗德码头和老市场之间，大火彻夜燃烧。到第二天早上，200名布里斯托居民死亡，689人受伤，4名德国空军机组人员死亡，1人受伤，4人被俘，2架飞机失事，布里斯托历史中心的绝大部分燃烧成一片废墟。
然而，这次破坏并不彻底。战后的照片显示桥街、高街、城堡街和彼得街上的建筑完好无损。 此外，窄葡萄酒街的西端也几乎保留完好，这条街曾被誉为“绝好的老街”。城堡磨坊街和城堡绿地也几乎没有受到破坏。上梯田、中梯田和下梯田也都幸存下来。 更重要的是，中古时期的街道规划仍然被保留了下来。

### 重新规划
1943年10月，多交易商联合会（MTF）代表大型零售商和连锁商店，首次向布里斯托公司的规划重建委员会提议，希望将布里斯托的主要购物区从城堡街和葡萄酒街地区向别处迁移。他们提出，战前购物区所在的区域应该改建为居民区，并且建造一个音乐厅或类似的建筑，此外，居民区中还应该设有一片公共场地，而中央购物区应该转移到其他限制较小的地方。这项提议是1944年2月城市工程师总体规划的一部分，规划中设想，该区域内只容纳有限的建筑，比如会议大厅和可停放2000辆汽车的地下停车场。购物区的搬迁被认为是一项可行的计划，因为大火已经摧毁了此处的一大部分建筑，这在很大程度上也可以归结于过于拥挤的城市规划，并且，以MTF为代表的很多连锁店都想得到更大的店面场地。
然而，一些独立商人对这项计划持反对意见，他们并不愿意搬迁，他们认为拟议所提出的新购物区“并不符合预设”。 这种异议并非没有道理，就战前的规划来说，布里斯托拥有一条很长的购物线，这条购物线始于斯特普尔顿公路，向东穿过老市场，直达城堡街、葡萄酒街和城市市场，然后继续通过中心和公园街，到达皇后大道和白女士路。如果将中心购物区移走，就会破坏这条购物线。还有一些人担心对城市中心区进行如此大的改造会带来严重的社会和经济影响。 随后，布里斯托零售商联合会代表小型交易商进行的一项民意调查显示，有13000人希望保留该购物中心，仅仅400人希望迁移购物区。工党驳回了这项民意调查，称其“不民主”，并将联邦的做法比作希特勒。
到1966年，这些零售店在布罗德米德重新开张，该地之前未被开发，人烟稀少（为了开发布罗德米德，许多维多利亚、乔治亚和都铎时期的建筑都被拆除，其中很多建筑是在战时轰炸时保留下来的），而葡萄酒街和城堡街则被用作停车场。 窄葡萄酒街和城堡磨坊街周围的地区也被拆除，改建了新门。由于新修建的邓波路地下通道和城堡街的拆迁，布里斯托的购物街被切断，因此老市场也逐渐衰退。 然而，新的计划提出建设城堡公园。该计划设想在圣彼得教堂的遗迹周围建造博物馆和艺术画廊，教堂东边将开设一个艺术中心，而从东边到下城堡街的其余地区将会被发展为一座公园。离布里斯托桥最近的西南角会开发一家河畔酒店，这个西北角将成为用于“文化和展览的专业街区”。
然而，西北角被外租给英格兰银行（Bank of England）和诺维奇联合保险公司（其办事处现已废弃），荷兰小屋所在的重要位置也被一条通往双车道的小路所取代，这条双车道连接了高街和葡萄酒街。 修建市政中心的计划也因花费过高而被搁置。
最终，在1977年，新公园计划的“简化版”开始动工。这项计划由布里斯托市议会的公园部门设计，由于财政上的原因，新的公园不再包含早期计划中的多种功能，但公园比最初计划的要大很多。 中古时期留下的最后一些街道规划，包括海豚街和彼得街，最终也被取代了。

### 玛丽港的发展
2006年，布里斯托市议会宣布重新开发城堡公园以西的地区，也就是众所周知的玛丽港地区。这项计划包括重建当时废弃的金融大楼，以及圣彼得教堂以西，约占公园面积5%的区域。 这是一个40万平方英尺（37,000平方米）的多功能开发项目，项目旨在“复兴布里斯托的历史中心”、“增强布洛德米德、老城区和雷德克里夫之间的联系”和“改善圣玛丽港教堂的环境”。 议会决定由迪利·弗里德作为首选的开发商。这项计划激起了公园游客的反对，他们不接受减少公园的面积。布里斯托市议会对如此强烈的反对意见感到惊讶，并决定修改计划。 活动倡议人士随后申请将该公园打造为“城市绿地”级别的公园，但申请在2009年遭到拒绝。
2010年，布里斯托市议会将玛丽港（Mary-le-Port）列为“待售”地块。

### 城堡桥
2016年3月，布里斯托市议会批准了在浮港上建造S形人行桥的计划，这座S形桥将城堡公园与芬泽尔河开发区连接起来。 该桥耗资270万英镑，于2017年4月6日向公众开放。

## 景点
布里斯托城堡的遗址大多保留在地下。地面以上最著名的的遗迹是国王大厅的一个拱形房间，这间房间以前位于塔楼街，靠近城堡街（Castle Street），城堡街如今已被截断并分成几部分。 除此之外，在登陆台附近可以看到南墙的遗迹，在圣彼得教堂附近可以看到莎莉港和西墙的遗迹。 城堡的地基在纽盖特公厕旁边作为景点供人参观。
公园里有许多纪念碑。圣彼得教堂遗址用来纪念在布里斯托空袭中丧生的平民和工作人员，墙上有一块纪念牌，牌上列出了所有丧生者的名字。教堂旁边是感官香草园和诺曼底和平花园，该公园于1995年11月5日向公众开放，除此之外还有五棵白桦树，由布里斯托的诺曼底登陆老兵管理，用来纪念诺曼底登陆海滩。附近的景点还包括一些纪念树，是用来纪念安妮·弗兰克以及广岛和长崎原子弹爆炸的受害者。
公园里还有一块纪念牌，纪念在西班牙内战中与国民军作战而牺牲的布里斯托市民。这块纪念牌的边框是马赛克拼成的，边框的颜色来源于西班牙第二共和国国旗。
在1968年的1月6日发布的一张邮票上，印着圣玛丽港教堂的遗迹，这幅油画是由约翰·派珀所作，在画中，圣玛丽港教堂坐落在公园的西侧，周围是废弃的建筑。